# Daniella González
Daniella González es una deportista guatemalteca que compite en taekwondo. Ganó dos medallas de bronce en el Campeonato Panamericano de Taekwondo, en los años 2021 y 2022.

## Palmarés internacional
| Campeonato Panamericano | Campeonato Panamericano      | Campeonato Panamericano | Campeonato Panamericano |
| Año                     | Lugar                        | Medalla                 | Categoría               |
| ----------------------- | ---------------------------- | ----------------------- | ----------------------- |
| 2021                    | Cancún (México)              | Medalla de bronce       | –49 kg                  |
| 2022                    | Punta Cana (Rep. Dominicana) | Medalla de bronce       | –49 kg                  |